# Organisation de l'ordre de Saint-Jean de Jérusalem
L'organisation de l'ordre de Saint-Jean de Jérusalem s'est précisée au fur et à mesure du développement de l'Ordre, de la rédaction ou des modifications de ses statuts mais aussi de quelques habitudes des dignitaires indépendamment des textes des historiens plus ou moins bien documentés qui ont plaqué sur l'Ordre des organisations qui n'étaient pas de son temps.

## Historique
L'organisation fonctionnelle et territoriale de l'ordre de Saint-Jean de Jérusalem ainsi que la hiérarchie de ses fonctions sont assez rapidement mises en place et leurs efficacités reconnues pour que les principaux autres ordres hospitaliers ou militaires firent plus que de s'en inspirer, ils les copièrent comme le fit les Templiers ou les Teutoniques. L'organisation de Raymond du Puy au début du XIIe siècle, modifiée au début du XIVe siècle par Guillaume de Villaret  et confirmée par Hélion de Villeneuve durera pratiquement tout le temps des Hospitaliers. Les dernières modifications dans l'organisation de l'Ordre sont le fait de Emmanuel de Rohan-Polduc à la fin du XVIIIe siècle. Il faut noter la monarchisation de l'Ordre commencé par Raimondo Perellos y Roccafull au début du XVIIIe siècle pour atteindre un summum avec Manoel Pinto da Fonseca pour que certaines modifications de fait souvent non confirmées par le Sacré conseil et les règles de l'Ordre se retrouvent dans la pratique.

### Aux origines de l'Ordre
Bien avant la reconnaissance papale, ce qui n'est pas encore un ordre mais un xenodochion, sorte d’hôpital hospice auberge, les fonctions étaient déterminées par la pratique. Les deux hospices, l'un masculin, dédié à saint Jean le Baptiste, sous la direction de frère Gérard, mais aussi celui réservé aux femmes, dédié à sainte Marie Madeleine, sous la direction de sœur Agnès devaient évoluer tout le personnel nécessaire à son fonctionnement : médecins, soignants, intendants et personnes de services et d’hostellerie. Peut-être déjà y avait-il aussi des moines noirs de la communauté des Bénédictins de Sainte-Marie-Latine.
Tous ces personnels dévoués étaient soit bénévoles et motivés par la volonté de servir et de faire le bien, soit rémunérés par l'intendance du xenodochion pour disposer de compétences spécifiques comme médecins, sages-femmes, apothicaires et membres soignants.

### Aux débuts de l'Ordre
À la demande de frère Gérard, le pape Pascal II va reconnaître en 1113 par la bulle Pie postulatio voluntatis l'autonomie du xenodochion sous l'autorité du pape. Dès le moment où l'Hôpital est reconnu par l’Église et constitué en ordre religieux ou plutôt une congrégation religieuse, deux types de personnels bien distincts émergent, des clercs et des laïcs :
- des moines mais aussi des sœurs (le rôle des femmes a toujours été sous-estimé dans un ordre qui va devenir militaire) qui prononcent des vœux monastiques si l'on considère l'ordre ou des vœux simple si l'on ne retient que la congrégation. Quoi qu'il en soit, il existe maintenant des religieux ;
- des servants laïcs qui, tout en faisant partie de l'Ordre ou de la Congrégation, en se plaçant sous sa protection et sa bienveillance, ne prononcent pas de vœu mais servent l’Hôpital.

### La première règle de l'Ordre
La première règle que les Hospitaliers doivent à Raymond du Puy va apporter deux innovations importantes qui vont marquer les Hospitaliers pour plusieurs siècles. En plus de fournir une règle qui fait sûrement des Hospitaliers un ordre religieux et hospitalier, il va y inclure des sergents d'armes soldés même si ce ne sont pas encore des frères chevaliers hospitaliers. L'Ordre devant faire face à l'insécurité régnant en Terre sainte, il fait appel à des gents d'armes, mercenaires rémunérés pour leurs services. On trouve alors :
- les frères hospitaliers aux services des malades qui prononcent les quatre vœux hospitaliers c'est-à-dire les vœux religieux (pauvreté, chasteté et obéissance) et celui spécial de service aux « pauvres malades », le vœu d'hospitalité ;
- les servants laïcs ou convers[5] aux services des frères hospitaliers et des « pauvres malades » se partageant en :
  - servants hospitaliers,
  - sergents d'armes.

### Un ordre hospitalier mais aussi militaire
Face aux besoins militaires, cet ordre Hospitalier de Saint-Jean, en sus de son rôle traditionnel d'assistance aux pèlerins et aux malades, va jouer un rôle protecteur important en s'inspirant des « pauvres chevaliers du Christ », devenus ordre des Templiers. À l'image de l'ordre du Temple, l'ordre de Saint-Jean de Jérusalem devient un ordre militaire par la règle de Roger de Moulins après 1182. C'est dans les statuts de Margat en 1204/1206 que la mention certaine de frère chevalier est relevée  et inclut les servants d'armes dans son Ordre en devenant des moines-soldats. Nous retrouvons une organisation que Georges Dumézil a mis en évidence dans sa théorie avec les bellatores, les oratores et les laboratores :
- les frères chapelains, les oratores ;
- les frères chevaliers, les bellatores ;
- les servants, les laboratores.

Si tous ensemble portaient le nom d'Hospitaliers et constituaient l'ordre de Saint-Jean de Jérusalem, seules les deux premières catégories, les chapelains et les chevaliers formaient des vœux et s'appelaient frère.
Les frères chevaliers qui défendent l'Ordre, ses biens, ses personnes, ses « pauvres malades » et pèlerins mais aussi les intérêts de ses alliés, font maintenant partie à part entière des frères hospitaliers. Ils prêtent comme tous les frères les quatre vœux hospitaliers.
Par contre, l'Ordre fera toujours attention à ne pas faire de distinction sociale entre ses membres ; il n'y a qu'une distinction fonctionnelle. Les frères chevaliers, à l'exemple des chevaliers Templiers qui dans leur ordre sont seuls à porter l'habit blanc à la croix rouge, demanderont à porter un habit distinctif, il sera finalement accepté par Nicolas Lorgne que tous les combattants, frères chevaliers, sergents d'armes mais aussi mercenaires enrôlés par l'Ordre, porteront tous le jupon d'armes ou surcot rouge marquée de la croix blanche, reprenant la symbolique du drapeau de l'Ordre.
Les frères chevaliers étant recrutés parmi les gents d'armes, l'Ordre recrutera finalement des nobles d’épée demandant même plus tard la justification de huit quartiers de noblesse sans en faire une stricte obligation puisqu'il existe de nombreuses exemptions. Ils prennent part à de nombreuses batailles en Terre sainte jusqu'à la défense de Saint-Jean-d'Acre en mai 1291 face au sultan mamelouk. Durant cette bataille le grand maître Jean de Villiers est grièvement blessé en défendant la dernière place croisée en Terre sainte, et sur 800 chevaliers, seulement sept Hospitaliers et dix Templiers y survécurent.

### Un ordre militaire mais aussi souverain
Quand les Francs perdent la Terre sainte, les Hospitaliers replient leur collachiom de Saint-Jean-d'Acre sur leurs possessions du royaume de Chypre à Kolossi puis à Limassol donnée par Henri de Lusignan avant de conquérir Rhodes.
En même temps que l'Ordre devient souverain, par un décret capitulaire de 1301, le nouveau grand maître Guillaume de Villaret l'organise en ordre international avec la création des langues, la dernière organisation qui va marquer les Hospitaliers pour toujours. La vieille organisation des dignitaires du Couvent passent maintenant par les piliers des langues qui deviennent aussi baillis conventuels avec des responsabilités qui ne changeront plus ou peu :
- langue de Provence, le pilier était grand commandeur ;
- langue d'Auvergne, le pilier était grand maréchal ;
- langue de France, le pilier était grand hospitalier ;
- langue d'Italie, le pilier était grand amiral ;
- langue d'Espagne, le pilier était grand drapier ;
- langue d'Angleterre, le pilier était turcoplier ;
- langue d'Allemagne, le pilier était grand bailli.

En 1462, le grand maître Piero Raimondo Zacosta divise la langue d'Espagne en deux langues : la Langue de Castille (avec le Portugal), dont le pilier était grand chancelier, et la langue d'Aragon. En 1540, Henri VIII fait disparaître la langue d'Angleterre en confisquant tous les biens de l'Ordre en Angleterre et en Irlande. L'Ordre continuera à faire vivre fictivement la langue d'Angleterre en nommant des chevaliers anglais catholiques en exil comme prieur d'Angleterre. En 1538, sept des commanderies du grand bailliage de Brandebourg de la langue d'Allemagne embrassent la religion réformée et en 1648, les traités de Westphalie permettent la séparation du grand bailliage de l'Ordre. En 1781, l'électeur de Bavière donne les biens des Jésuites aux Hospitaliers et Emmanuel de Rohan-Polduc saisi l'occasion pour regrouper les anciennes langues d'Angleterre et d'Allemagne dans la Langue anglo-bavaroise en 1784.

### Un ordre souverain en voie de monarchisation
L'organisation de l'Ordre en place au XIIIe siècle est toujours le modèle cinq siècles plus tard au XVIIIe siècle.
À Malte, l'Ordre va se monarchiser sous l'impulsion de grands maîtres qui se disent Prince de Malte. Commencée avec António Manoel de Vilhena, la monarchisation atteint des sommets avec Manoel Pinto da Fonseca et sa maison qui a peu à envier aux cours des monarchies absolutistes. Paradoxalement cela s'accompagne de la prise de pouvoir des ambassadeurs de l'Ordre auprès des cours européennes et du Saint-Siège qui obtiennent à l'image du statut que Versailles lui confère, les honneurs diplomatiques.
Ces ambassadeurs se paraient du titre de bailli avec tous les qualificatifs que ces ambassadeurs pouvaient imaginer sans que jamais les statuts de l'Ordre officialisent ces prérogatives. Cela alla jusqu'à la création d'un conseil des ambassadeurs à Paris qui prit souvent le pas sur les autres organismes officiels de l'Ordre avec ses décisions revêtues du secret diplomatique. C'était pour Pinto un moyen de contourner le pouvoir des langues et des baillis conventuels.

### Un ordre souverain à la recherche de sa sauvegarde
Les ambitions d'un Pinto était en contradiction avec les finances de l'Ordre et les Hospitaliers trouvèrent leur salut dans la transformation de la Méditerranée d'un champ de bataille en lieu d'échanges commerciaux. Le grand maître Emmanuel de Rohan-Polduc va tenter de faire face au défis économiques de son temps et à la convoitise des grandes puissances mais surtout aux Lumières et à la Révolution française. Il était aussi confronté à la décomposition morale des frères chevaliers.
Il refondra profondément les statuts de l'Ordre et le titre IV (54 articles) rappelait les frères chevaliers à leurs devoirs religieux et hospitaliers montrant par là les dérives importantes. Un tribunal est institué pour juger des dettes et des emprunts des frères chevaliers, les jeux d'argent leur sont bannis. Les sorties de nuit sont interdites, comme l'hébergement d'une femme de moins de 50 ans ou d'un ou une pupille mineur(e). Les duels et les rixes sont interdits. Deux sujets aussi étaient d'importances : la réglementation des caravanes et surtout les règles de réceptions dans l'Ordre (98 articles du titre II).
Les caravanes ne pouvaient plus être réalisées avant l'âge de 18 ans et la résidence au couvent était de 6 mois minimum. L'objectif était de limiter le nombre de ces jeunes nobles reçus de minorité qui une fois formés à la mer quittaient l'Ordre sans prononcer leurs vœux pour servir dans leur marine ou les armées royales. Nul ne pouvait non plus être nommé commandeur s'il n'avait pas réalisé ses caravanes avant l'âge de 50 ans pour éviter les retours tardifs dans l'Ordre en espérant quelques nominations lucratives sans s'obliger à rien.
Un autre problème agitait profondément les frères chevaliers et principalement ceux des trois langues françaises. Depuis trop longtemps les règles de réceptions étaient peu respectées avec une aristocratisation des chevaliers. L'Ordre n'étant plus en guerre contre l'Infidèle, les frères chevaliers n'étaient plus aussi nécessaire en nombre. Les chevaliers français voulaient que ce ne soit qu'à partir de l'arrière petit-fils que la noblesse acquise par l'armée ou la charge devait se compter les quartiers de noblesse. Si les Français obtiennent l'inscription de leur demande dans les règles de l'Ordre, Louis XVI rejette cette velléité et la fait annuler, arguant du fait que ce qu'il croyait bon pour un ordre national ne l'était pas pour un ordre international. Les exceptions de noblesse perdurèrent donc pour devenir frère chevalier.
Cette organisation mise en place au XIIIe siècle perdurera, en France, jusqu'à la confiscation des biens de l'Ordre ou ailleurs en Europe jusqu'à la sécularisation de l'Ordre, aux initiatives de Paul Ier de Russie ou enfin jusqu'à la disparition de l'organisation territoriale et principalement des prieurés au XIXe siècle.

### Un ordre religieux mais aussi une organisation caritative
Parmi les ordres qui se revendiquent les continuateurs des Hospitaliers de l'ordre de Saint-Jean de Jérusalem, le plus important est l'ordre souverain militaire et hospitalier de Saint-Jean de Jérusalem, de Rhodes et de Malte plus connu sous le nom d'ordre souverain de Malte. Les statuts de cet ordre, qui date de 1961, ont complètement modifié l'organisation et la hiérarchie de leurs prédécesseurs hospitaliers dont il revendique l'héritage ; il faut prendre en compte dans ces statuts du fait que l'ordre souverain de Malte n'est plus que très minoritairement un ordre religieux pour être très majoritairement une association caritative laïque et un des derniers réceptacles d'une noblesse subsistante d'où cette recherche effrénée d'ascendants chevaliers de Rhodes ou de Malte censément prouver ce statut de noblesse.

## Sources
- Nicole Bériou (dir.) et Philippe Josserand (dir.), Prier et combattre : Dictionnaire européen des ordres militaires au Moyen Âge, Paris, Fayard, coll. « Histoire », 2009, 1030 p. (ISBN 978-2213627205, présentation en ligne)
- Alain Blondy, L'Ordre de Malte au XVIIIe siècle, des dernières splendeurs à la ruine, Paris, Éditions Bouchène, 2002 (ISBN 2-912946-41-7)
- Alain Demurger, Les Hospitaliers, de Jérusalem à Rhodes, 1050-1317, Tallandier, 2013, 574 p. (ISBN 979-10-210-0060-5)

- Bertrand Galimard Flavigny, Ordres et contre-ordres de chevalerie, Mercure de France, 1982
- Bertrand Galimard Flavigny, Noblesse, mode d'emploi – dictionnaire à l'usage des nobles et des autres, Christian, 1999
- Bertrand Galimard Flavigny, Histoire de l’ordre de Malte, Paris, Perrin, 2006 (ISBN 2-262-02115-5)